# Биро за варваре
Биро за варваре (грч. σκρίνιον τῶν βαρβάρων, скринион тон варварон, лат. scrinium barbarorum) или одељење/департмант за странце односно стране земље било је једно министарство у византијском царству, задужено за набављање вести из иностранства. Основано у почетку као биро протокола постало је, како се генерално сматра, прва централистичка страна обавештајна служба једне државе, слично модерним руским СВР или британским MI6.
Министарство основано је у 6. веку за време владавине цара Јустинијана. Званична функција, које је министарство имало, била је у дипломатским односима са страним државама и њиховим државницима. Њена примерна мисија била је у набављању вести и информација о страним државама и владарима, добијањем њихове подршке и савезништва, или, ако је постојала потреба, у поткопавању утицаја и положаја истих.  
Њена улога може да се гледа као део римске и византијске филозофије, где се дипломатија сматрала као једна виша развијена варијанта ратовања, са којом је византијска влада покушавала да уз политичку манипулацију извегава оружане конфликте где је све било могуће.  
Грчка реч варварин, која је пореклом из грчке антике, описивала је све народе који „нису говорили грчким језиком“, дакле странце. Званична употреба ове речи сведочила је о римској/византијској позицији да је римска односно византијска цивилизација била најразвијенија цивилизација човечанства. У прилог овоме говори и чињеница да је једно од средстава министарства било да византијским културним достигнућима импонује страним државницима, да их њима манипулише или заплаши. 